# Acacia petrensis
Acacia petrensis är en ärtväxtart som beskrevs av Mats Thulin. Acacia petrensis ingår i släktet akacior, och familjen ärtväxter. Inga underarter finns listade i Catalogue of Life.